# Пескетаріанство
Пескетаріа́нство — система харчування, що включає морепродукти та рибу, чим відрізняється від вегетаріанства, але виключає вживання їжі, приготованої з інших тварин. За даними Оксфордських дієтологічних досліджень 1999 та 2016 років, пескетаріанство є найздоровішою дієтою з найнижчими рівнями захворюваності та смертності.
Більшість пескетаріанців є оволактовегетаріанцями, що додають морепродукти та рибу до свого раціону, який містить молочні продукти та яйця і часто описується як «з м'яса лише риба». Практика пескетаріанства може характеризуватись строгістю, аж до виключення молочних продуктів, яєць та інших продуктів тваринного походження (як-от желатин і сичужок) окрім морепродуктів і риби; все частіше таке практикування пескетаріанства називають сіганством. Пескетаріанці також не уникають риб'ячого клею, на відміну від веганів і деяких вегетаріанців, для яких його присутність у дієті є неприйнятною.
У морально-етичному плані, за даними досліджень команди нейробіологів, поведінкових екологів та іхтіологів, риба не відчуває болю в тому сенсі, в якому його відчувають люди. Науковці ж зазначають, що риба не має нейробіологічної спроможності усвідомлювати біль.
Серед відомих пескетаріанців — Стів Джобс, Кір Стармер, Девід Духовни, Монсеррат Кабальє, Білл Клінтон, Софія Грецька та Ганноверська, Бенджамін Франклін, Гаррі Стайлс і Фелікс Чельберґ (PewDiePie), Новак Джокович.

## Етимологія
Слово «пескетаріанець» є новотвором, за походженням — телескопією італійського слова «pesce» (риба) та англійського слова «vegetarian» (вегетаріанець). Українське написання слова «пескетаріанство» передбачає таке ж звуковживання /sk/, що й в італійському слові «pescato» (італ: [peˈskaːto]), що походить від слова «piscatus» — доконаної пасивно-дієприкметникової форми латинського дієслова «piscor» (що означає рибалити), однак не таке звуковживання, як в італійському слові «pesce» (італ: [ˈpeʃʃe]). Pesce, своєю чергою, походить від латинського слова «piscis», що має форму pisci-, коли слугує префіксом, що часто трапляється в науковій термінології (наприклад, pisciculture (рибництво), piscivore (рибоїдний)). Рибоїдна дієта (piscivore) — тип м'ясоїдної дієти, що передбачає харчування головно рибою, тоді як пескетаріанство передбачає харчування як рослинною їжею, так і рибою. Словник Мерріам-Вебстер датує появу слова «pescetarian» (пескетаріанець) 1991 роком і визначає його як «той, чия дієта включає рибу, але ніяке інше м'ясо».

## Мотиви та обґрунтування

### Екологічна сталість і вплив на довкілля

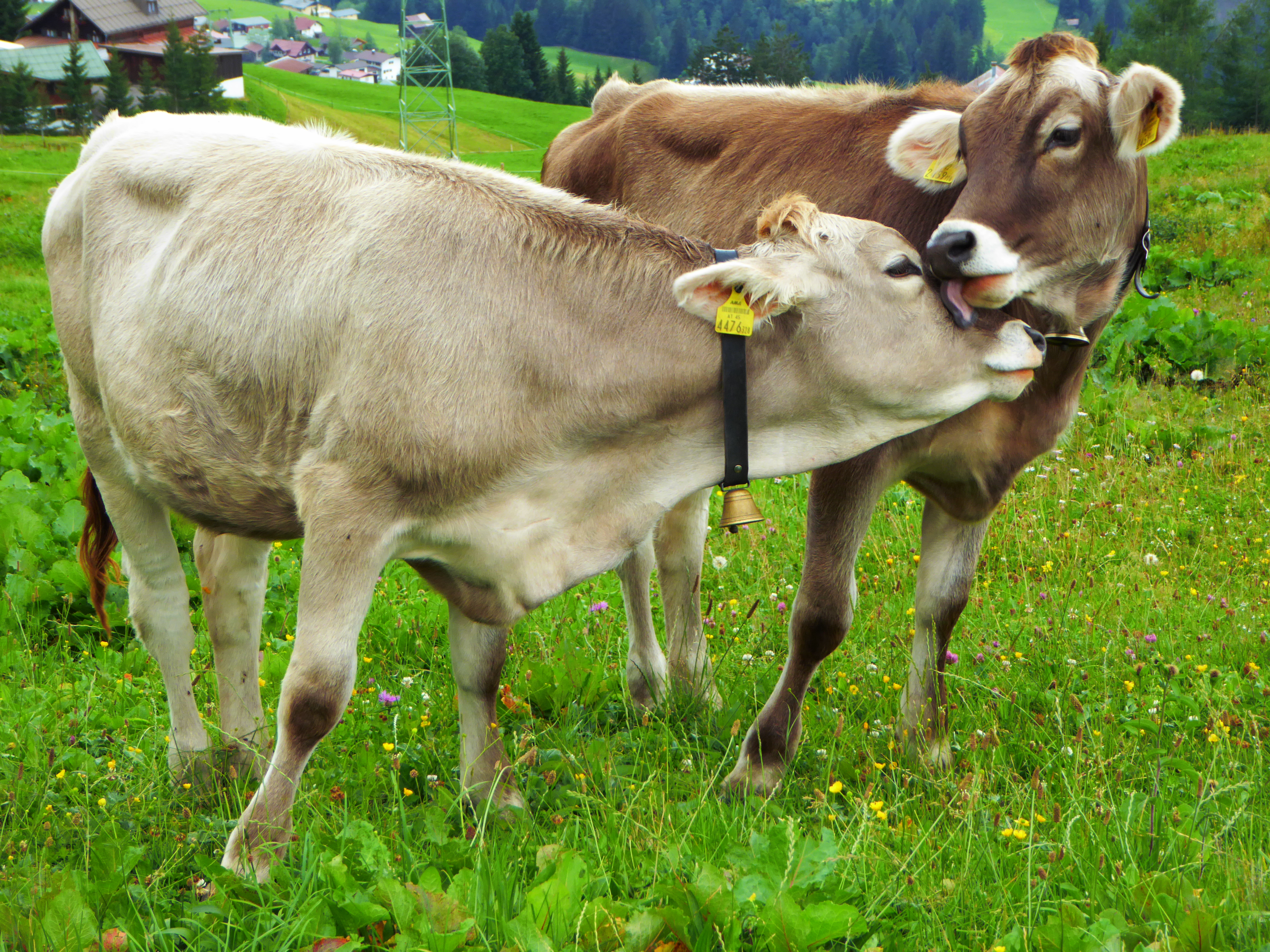
Свійська худоба є найбільшим у світі користувачем землі, зокрема на неї припадає 80 % земель сільськогосподарського призначення

Питання про екологічну сталість і продовольчу безпеку усе більше звертають на себе увагу. Деякі пескетаріанці переходять на цю дієту через неефективність підтримання інших джерел м'яса. До прикладу, майже 60 % землі сільськогосподарського призначення у світі використовується для виробництва яловичини, хоча яловичина становить лише 24 % у спектрі світового споживання м'яса і відповідає за менш ніж 2 % спожитих калорій у всьому світі. Більшість корів, свиней, індиків і курей у Сполучених Штатах не є тваринами вільного вигулу, а більшість жуйних тварин не годуються травою, а натомість зерном, зокрема вирощеним із кормовою метою. Зважаючи на це, вплив на довкілля та кількість енергії, використовуваної на годування цих тварин, значно переважають їхню поживну цінність. Перехід на пескетаріанську дієту є відповіддю на ці гуманітарні проблеми, а також на нераціональне використання землі сільськогосподарського призначення та інших ресурсів для виробництва зерна для тваринного корму в той час, як у світі зберігаються високі рівні голоду серед людей.
Пескетаріанці, змотивовані екологічною сталістю дієти, часто віддають перевагу дикій, аніж вирощеній на рибних фермах м'ясоїдній рибі, що потребує корму у вигляді іншої риби. Також популярним є використання настанов, як-от «Нагляд за морепродуктами» Океанаріуму Монтерей Бей, посібника рекомендованого екологічними агентствами для визначення екологічної сталості джерел морепродуктів та уникання тих видів, які на даний момент є в стані перелову. Хоча багато змотивованих «зеленим» рухом людей повністю уникають споживання риби, вирощеної на фермах, існують і дуже екологічно свідомі пескетаріанці, які купують лише рибу зі спеціально відібраних ферм. Поширеним серед пескетаріанців є використання таких ресурсів, як «Національні настанови з розумного споживання морепродуктів» недержавної організації «Нагляд за продовольством і водою», з метою відбору вирощеної на фермах риби, яка є здоровою, вирощеною в умовах відсутності забруднення, не є в стані перелову, а також вирощеної в низько- або безвідходних рециркуляційних системах. До прикладу, ґрунтуючись на цих принципах, «Нагляд за їжею та водою» вважає хорошими фермовими варіантами вирощених в США креветок, тиляпій, сомоподібних та більшість двостулкових молюсків, доступних на ринку.
Аналогічно, люди можуть переходити на пескетаріанську дієту з метою зменшення вуглецевого сліду своєї дієти. Згідно з даними Продовольчої та сільськогосподарської організації ООН, розведення худоби відповідає за 14,5 % світового вуглецевого викиду, спричиненого людьми. Переважним чинником цієї проблеми є розведення корів, виробництво яловичини з яких відповідає за 41 % викидів парникових газів даного сектора. Виробництво свинини з часткою 9 % викидів займає друге місце. Звіти Екологічної робочої групи показали, що риба дикого вилову спричиняє набагато менше викидів парникових газів, аніж будь-яка інша тварина. Вівці, корови (і сироваріння), свині, деяка вирощена риба, індики та кури всі спричиняли більше викидів парникових газів, аніж риба дикого вилову та морепродукти, що мали рівень викидів подібний до пташиних яєць і картоплі. Послідовно, 2014 року британське дослідження вуглецевого сліду людей із різними дієтичними схемами показало, що дорослі жінки-пескетаріанки спричиняли на 46 % менше викидів парникових газів, аніж жінки, що споживали м'ясо на регулярній основі. Чоловіки-пескетаріанці ж спричиняли на 51 % менше викидів парникових газів, аніж їхні м'ясоїдні еквіваленти. Такі результати є дуже схожими із зниженням вуглецевого сліду серед вегетаріанців. Жінки-вегетаріанки спричиняли на 50 % менший вуглецевий слід, ніж м'ясоїдки, а чоловіки — на 54 % менший вуглецевий слід.

### Особиста етика та добробут тварин
Див. також: Біль у риб
Див. також: Біль у ракоподібних
Див. також: Біль у головоногих
Деякі пескетаріанці вважають свою дієту ідеальною, інші ж ставляться до неї, як до проміжної на шляху до вегетаріанства. Для декого дана дієта слугує етичним компромісом (етичне пескетаріанство), часто — з практичної необхідності здобуття певних поживних речовин, які непросто отримати з рослин. Понад те, пескетаріанство можна розглядати як більш етичну дієту, оскільки риба, разом із деякими іншими тваринами (наприклад, комахами), може не усвідомлювати біль і страх, як це роблять складніші тварини (наприклад, ссавці). Дослідники виявили, що, на відміну від ссавців, риба не має нейрофізіологічної спроможності до усвідомлення болю. У риб відсутня нова кора, що є першим показником для сумнівів щодо можливості усвідомлення рибою болю. Так, окремий тип нервових волокон, наявних у ссавців (так звані c-ноцицептори), що беруть участь у відчутті болю високої інтенсивності, є відсутніми в примітивних хрящових риб. У деяких хрящових риб, як-от в акул і скатів, наявні їхні зачатки, однак ці волокна не зазнають повного розвитку.
Продовжуючи дослідження на цю тему, науковці вводили рибам потужні болетамувальні препарати, як-от морфін, що показали повну або майже повну неефективність у дозах таких високих, що в іншому випадку риби б загинули від передозування. Зважаючи на це, хоч у риб і присутні інстинктивні реакції на поранення та інші інтервенції, однак фізіологічне підґрунтя для свідомого сприйняття болю відсутнє. Це, в поєднанні з даними фармакологічних досліджень, підтверджує тезу про те, що риба не відчуває болю в його людському і ссавцевому розумінні. Утім, над цією теорією тривають суперечки.

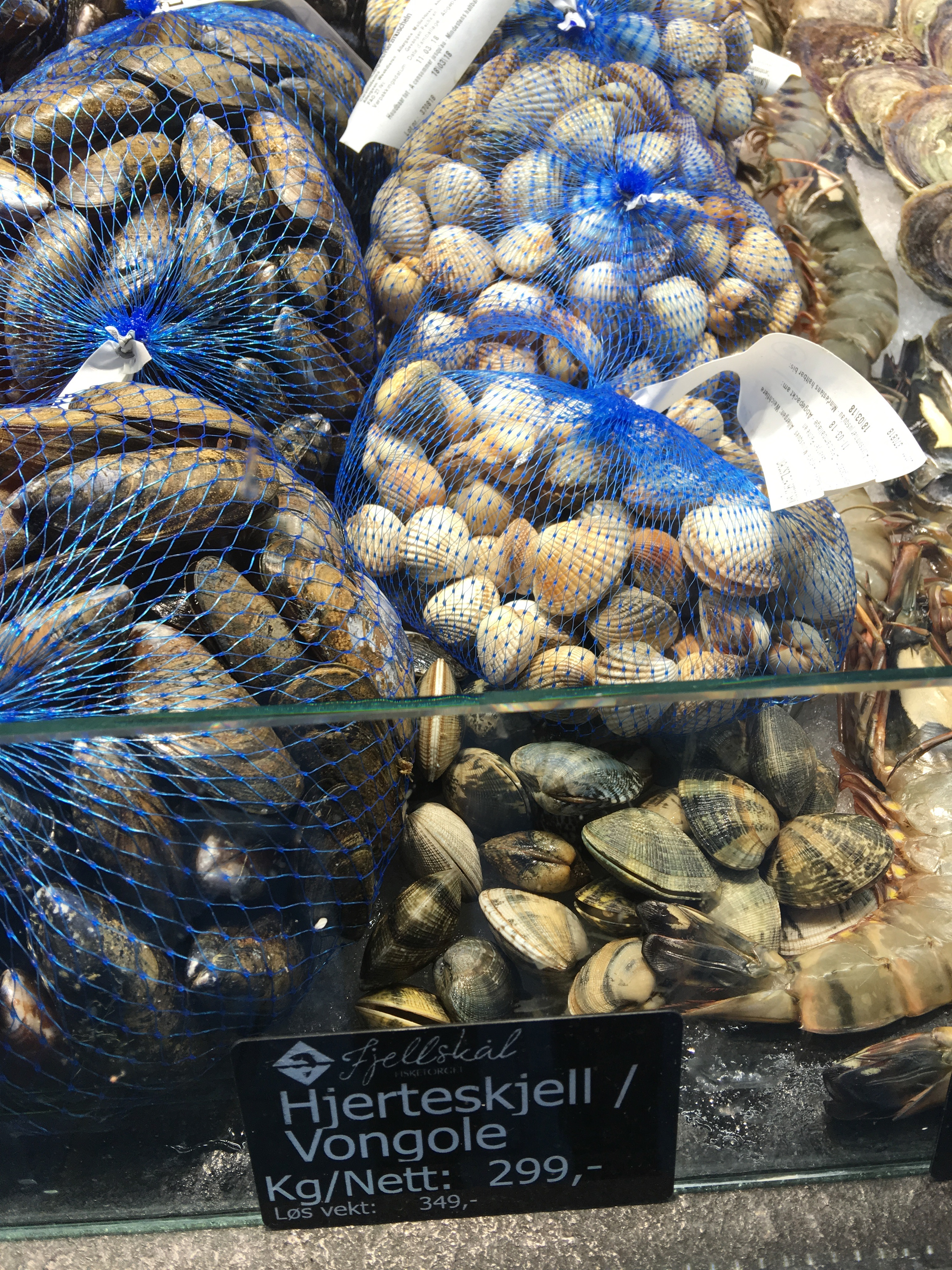
Двостулкові молюски, як-от мідії та устриці, не можуть розрізняти між «хорошими» і «поганими» стимулами, і в них немає ніякої еволюційної причини для адаптації з метою відчуття болю

В етичному дискурсі існують різні позиції щодо різних видів риб. До прикладу, багато людей, включно з деякими веганами, які ставлять під сумнів етичність споживання більшості видів риб і молюсків, твердять, що люди, які обирають дієту з міркувань співчуття до тварин, не повинні екстраполювати і обов'язково виступати проти споживання деяких видів двостулкових молюсків. Один із аргументів ґрунтується на твердженні, що морські організми, як-от мідії й устриці, є нерухомими фільтрувальними організмами. Нерухомі двостулкові здатні відкривати та закривати свої мушлі, але це є дуже схожим на тих рослин, що закриваються у відповідь на шкідливі стимули — а рослини не відчувають болю. Ці двостулкові молюски не здатні уникати болю, не можуть розрізняти між «хорошими» і «поганими» стимулами, і в них немає ніякої еволюційної причини для адаптації з метою відчуття болю. Інший аргумент на користь споживання устриць і подібних м'якунів ґрунтується на твердженні, що навіть попри певні дані про наявність опіоїдів і опіоїдних рецепторів у двостулкових молюсків, немає твердих доказів щодо наявності у двостулкових молюсків генів, що кодують ці рецептори, і схоже, що в їхніх організмах опіати забезпечують сигнальну функцію імунної системи і не беруть участі в регулюванні болю. Згідно з даними дослідження, проведеного в 2011 році, нервова система двостулкових молюсків складається із двох пар нервових струн і трьох пар вузлів. Утім, за даними дослідження, не було виявлено очевидних ознак цефалізації, а нервова система виявилась дуже простою. Дослідники зазначили, що не мають даних про авторитетні опубліковані описи поведінкових або нейрофізіологічних відповідей на тканинне ушкодження у двостулкових. Простіше кажучи, двостулкові молюски не мають нічого схожого з мозком, аби мати свідомість, а їхня нервова система є простою настільки, що вони, майже напевно, не мають фізіологічних потреб, що б потребували здатності відчувати та сприймати біль. Ці твердження використовуються в аргументації щодо потреби фокусуватись не на цих організмах, борючись за добробут тварин, а натомість на тих, що дійсно страждають.
Погляд, що споживання устриць є прийнятним, навіть за строгими етичними критеріями, був запропонований в оригінальній роботі «Визволення тварин», написаній філософом Пітером Сінґером 1975 року. Утім, наступні видання обернули цю позицію (на супротив щодо споживання устриць). Сінґер стверджував, що його думка «упродовж років мінялась то туди, то сюди», і станом на 2010 рік він стверджує, що «хоч можна і віддати перевагу сумнівам, однак також можна сказати, що допоки не з'являться нові дані щодо спроможності відчуття болю, то сумніви є настільки незначними, що і немає хорошої причини для відмови від споживання устриць, вирощених екологічно сталим методом».

### Вплив на здоров'я

#### Користь від споживання риби
Одним із часто вживаних аргументів на користь переходу на пескетаріанську дієту є позитивний вплив на здоров'я, що ґрунтується на даних про шкідливий плив червоного м'яса на здоров'я через високий вміст насичених жирів, холіну та карнітину. Натомість споживання деяких видів риби підвищує рівень ЛПВЩ, а сама риба, може бути зручним джерелом омега-3 ненасичених жирних кислот та мати багато інших позитивних ефектів на здоров'я людини.

#### Перевага над іншими дієтами

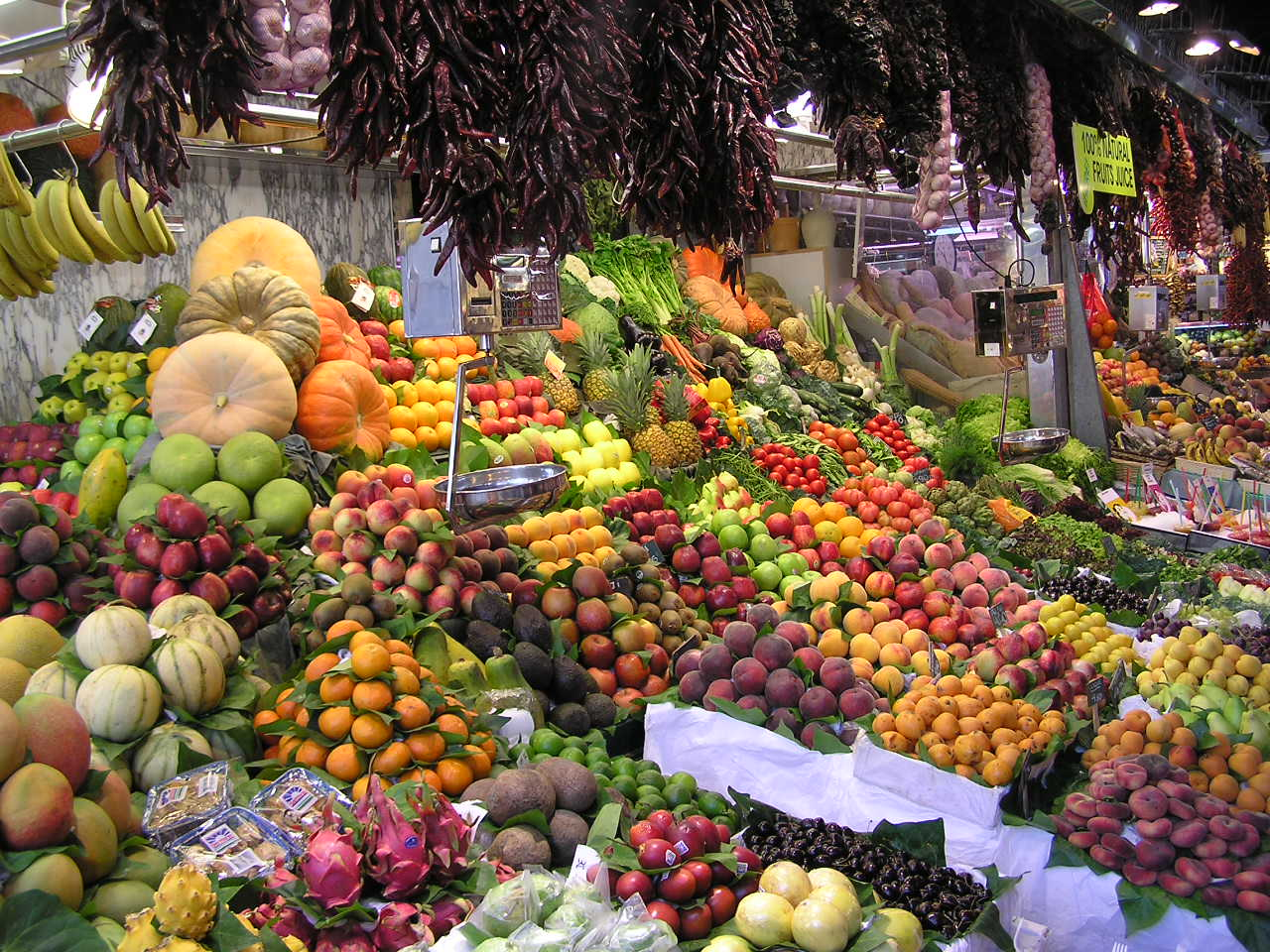
Рослинна їжа, зокрема молоді овочі, становлять основу пескетаріанського раціону

Оксфордське вегетаріанське дослідження 1999 року виявило, що м'ясоїдні люди мали підвищений рівень загального холестеролу на рівні 5,2 ммоль/л — на межі норми та патології. Пескетаріанці, вегетаріанці та вегани мали нижчий рівень загального холестеролу в межах, визначених як «бажані», а також нижчі рівні ЛПНЩ. Разом із вегетаріанцями, пескетаріанська група мала підвищені рівні корисних ЛПВЩ. Пескетаріанці мали найвищий рівень ЛПВЩ з усіх груп. Вегани, втім, не мали вищого рівня ЛПВЩ, порівняно з м'ясоїдами. Порівняння загальної смертності, смертності від ішемічної хвороби серця та смертності від раку показало, що пескетаріанці, вегетаріанці та вегани мали нижчі рівні смертності порівняно з м'ясоїдами. Зазначено, що переваги вказаних дієт стосують осіб, які ніколи не курили, а тривалість життя особи може бути почасти пов'язаною з більшою свідомістю щодо власного здоров'я, аніж у осіб-м'ясоїдів.

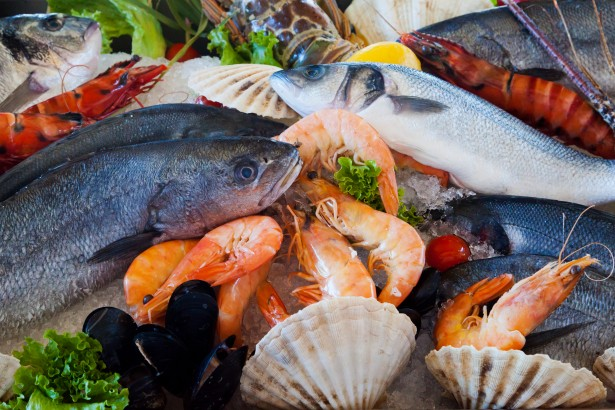
Риба та морепродукти, що характерні для пескетаріанської дієти

1999 року метааналіз п'яти досліджень, що порівнювали рівні смертності серед вегетаріанців і невегетаріанців у країнах Заходу, показав, що, порівняно з м'ясоїдами, смертність від ішемічної хвороби серця була нижчою на 20 % в епізодичних м'ясоїдів, на 26 % нижчою у веганів та на 34 % нижчою в пескетаріанців і оволактовегетаріанців. 2013 року дослідження організації «Адвентистське здоров'я» виявило, що пескетаріанці мають найнижчий рівень смертності порівняно з м'ясоїдами, напіввегетаріанцями, оволактовегетаріанцями та веганами. 2016 року Оксфордське вегетаріанське дослідження та Європейське перспективне дослідження раку та харчування виявили, що порівняно зі звичайними м'ясоїдами, нечастими м'ясоїдами, вегетаріанцями та веганами, пескетаріанці мали найнижчий рівень смертності від усіх злоякісних онкологічних захворювань як без, так і з поправкою на різні змінні. Нижчі рівні смертності серед пескетаріанців були найбільш помітними для колоректального раку, раку легень, раку яєчників і хвороб дихальної системи. Здійснення поправки на різні змінні показало, що пескетаріанці все ж мали найнижчий рівень загальної смертності з помірним відривом. Порівняно зі звичайними м'ясоїдами, низьке споживання м'яса та вегетаріанство показало посередні перевагу в нижчій смертності від злоякісної онкопатології. Вегани були єдиною досліджуваною групою, що мала вищою смертність від злоякісних пухлин і загальну смертність порівняно з м'ясоїдами. Дослідники зазначили, що незначне підвищення смертності серед веганів є, скоріше, занадто малим, аби вважати його статистично значущим і робити певні висновки.

#### Інші аспекти
Висвітленою є проблема споживання деяких видів риби, що містять отруйні для організму людини речовини, як-от ртуть і ПХД, однак можливим є відбір риби, що не містить ртуті або містить її у малих концентраціях, з метою зменшення частки багатої ртуттю риби в раціоні.

## У різних релігіях

### Індуїзм
Традиційно, більшість брахманських індуських спільнот дотримуються строгої лактовегетаріанської дієти. Однак, існує низка брахманських угруповань, серед яких дозволяється вживання риби. До них належить спільнота ґоуд-сарасватських брахманів із узбережжя південно-західної Індії. Ця спільнота ставиться до риби та морепродуктів як до овочів із моря і відмовляється від харчування тваринами, що живуть на суші. Іншими індуськими брахманськими спільнотами, що споживають рибу та морепродукти у великих кількостях є майтільські брахмани та бенгальські брахмани. Останні також споживають м'ясо в особливих випадках. Серед ассамських, маніпурських і трипурських індусів північно-східної Індії серед пескетаріанців є поширеним додання птиці до своїх дієт.

### Іслам
В ісламі споживання риби є дозволеним без потреби у встановленій процедурі зарізання, необхідній для м'яса.

### Християнство
У католицькій і православній традиції, пескетарінство вважають формою пощення. Упродовж постів православні та католики часто утримуються від споживання м'яса, молочних продуктів і риби; у деякі дні, споживання риби дозволяється, а м'ясо та молочні продукти залишаються забороненими. У католицькій церкві строгий піст є періодом часу, під час якого дозволяється споживати лише рибу та овочі; з часів Другого Ватиканського собору великопосні п'ятниці залишаються пескетаріанськими. Ця практика поширюється на деякі лютеранські та реформістські традиції.

### Юдаїзм
Пескетаріанство (якщо риба є кошерною) відповідає єврейським дієтичним законам, оскільки кошерна їжа є парве — ні молоком, ні м'ясом. У деяких оселях сефардських євреїв рибу ніколи не подають разом із молочними продуктами. Усі безкісткові рибні морепродукти є некошерними. Принципово, водні тварини (як-от ссавці типу дельфінів і китів) не є кошерними, як і хрящові риби типу акул і скатів, оскільки ті мають шкірні зубчики та не мають характерної для кісткової риби луски. Юдейське визначення риби є ширшим (морські організми), ніж наукове визначення риби. 2015 року член синагоги Ліберального юдаїму в Манчестері заснував «Пескетаріанське товариство».

## Порівняння з іншими дієтами

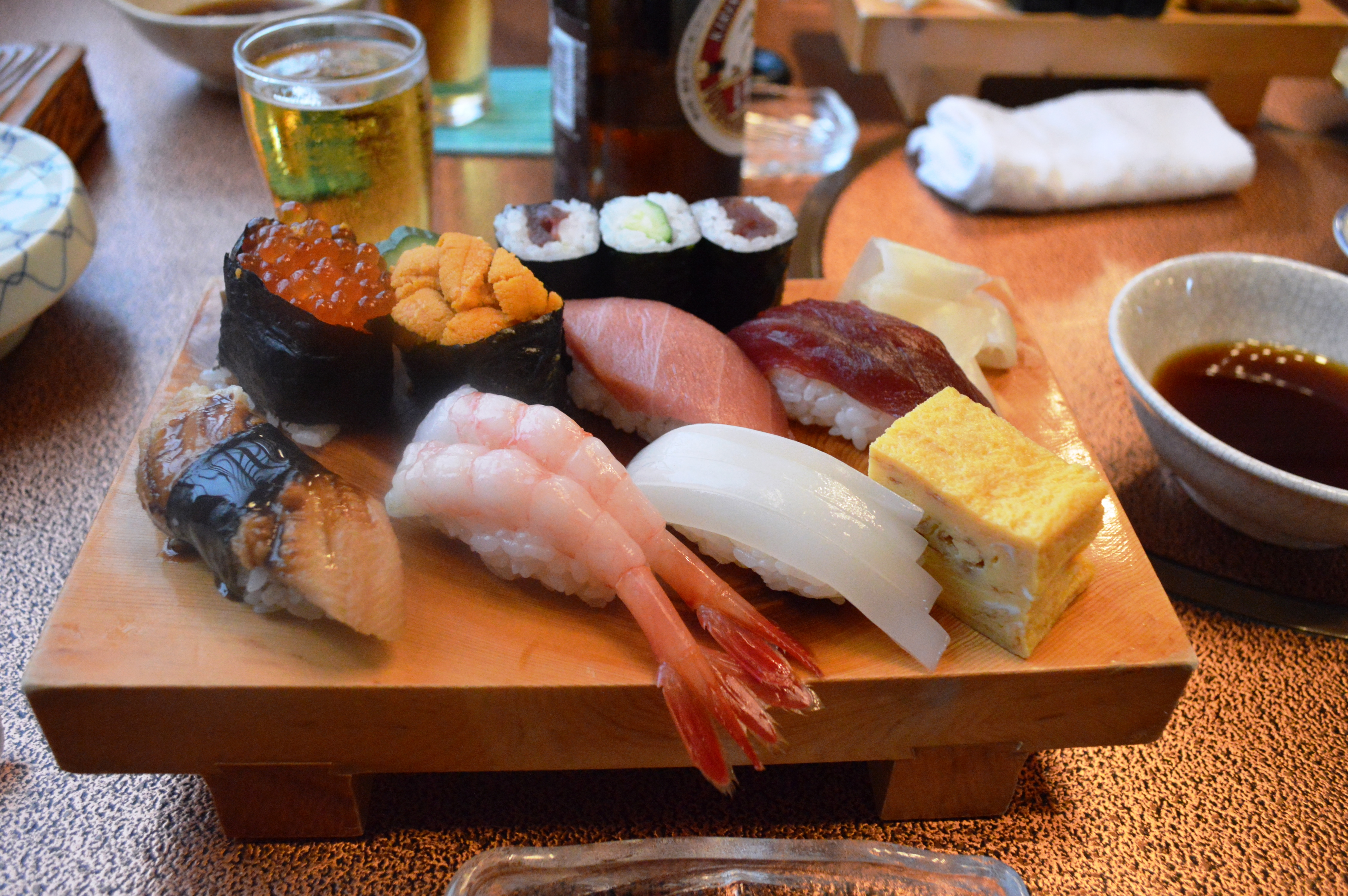
Японські суші є дуже пескетаріансько-дружною кухнею, що поширена по всьому світу

Пескетаріанство є подібним до багатьох традиційних дієт, в яких на передньому плані є споживання риби, а також фруктів, овочів, зернових, горіхів, насіння, грибів, зернобобових, хліба тощо з виключенням з неї свинини та яловичини. Багато узбережного населення харчується саме таким чином; пескетаріанські дієти часто мають багато спільного із середземноморською дієтою, а також можуть бути дуже схожими з традиційною японською дієтою. Регулярне споживання риби та зменшення споживання червоного м'яса, як відомо, рекомендуються як корисні дієтичні звички. Пескетаріанців, раціон яких базується на рослинній їжі, класично розглядають або як «дуже здорових свідомих» осіб , або різко критикують, як таких, що незважають на потребу у збалансованому харчуванні. Дієтичні уподобання типових західних пескетаріанців мають багато спільного з дієтичними уподобанням оволактовегетаріанців та веганів.
Дослідження харчових уподобань показали, що при порівнянні зі всеїдними людьми усі ці три групи споживали більше фруктів, овочів, зернобобових, цільного зерна, змішаного зерна, горіхів, насіння, рідких рослинних жирів, пальмової олії, рослинних спредів та маргаринів, рослинного молока, какао та води. І навпаки, вони споживали менше або взагалі не споживали яєць, тваринного молока, сиру, масла, молочних десертів, інших десертів, снеків, очищеного зерна, салатних заправок, смаженої картоплі (наприклад, картоплі-фрі), твердих тваринних жирів, кави, газованих напоїв та спиртних напоїв. Пескетаріанці їдять більше жирної риби, ніж всеїдні люди, але дещо менше їли іншу рибу. Якщо включати рибу до визначення м'яса, то пескетаріанці їли менше м'яса, аніж всеїдні люди. Схоже, що пескетаріанці споживають значно більше трав'яного чаю та кокосового молока, порівняно з іншими групами. Часто це викликає їх критику, як таких, що "перебирають харчами".
Через багато схожостей пескетаріанців інколи прирівнюють до вегетаріанців або називають песковегетаріанцями, однак зазвичай вегетаріанці не вважають пескетаріанську дієту вегетаріанською. «Вегетаріанське товариство», чиї члени історично не спротивлювалися споживанню яєць, молока та риби, тепер не вважає пескетаріанство вегетаріанською дієтою. Не зважаючи на це, визначення «вегетаріанства» в осноплинових словниках інколи включають рибу до дієти. «Пескетаріанське товариство» розвивалось окремо від «Вегетаріанського товариства» задля ліпшого представлення способу життя та інтересів пескетаріанців.

## Відомі пескетаріанці
- Біллі Айдол
- Педро Азнар[es]
- Кері Байрон
- Бріжіт Бардо
- Ровен Бланчард
- Ліона Бойд
- Бен Вайнмен[en]
- Гейлі Вестенра
- Венді Вільямс[en]
- Ванесса Гадженс
- Джонні Ґалекі
- Бен Ґіббард[en]
- Дейв Ґорман[en]
- Венді ван Дайк[en]
- Еллен Дедженерес
- Алан Дейвіс[en]
- Ліззі Дейнан
- Тед Денсон
- Саманта Джеймс[en]
- Стів Джобс
- Новак Джокович[59]
- Деніел Джонс[en]
- Нейт Діас
- Нік Діас
- Сьєрра Дітон[en]
- Девід Духовни
- Клер Еванс[en]
- С'юзі Ессман[en]
- Девід Забріскі[en]
- Монсеррат Кабальє
- Марк Кермод[en]
- Деніел Кесслер[en]
- Ентоні Кідіс
- Алекс Кінсі[en]
- Білл Клінтон
- Карлі Клосс
- Джеремі Корбін
- Біллі Корґан
- Ферн Коттон[en]
- Місті Коупленд[en]
- Крістін Кройк
- Лусевіс ван дер Лаан[en]
- Гарві Левін[en]
- Дон Лепан[en]
- Мелані Лінскі
- Каролін Лукас[en]
- Венді Мелік
- Єва Мендес
- Алісса Мілано
- Данні Міноуґ
- Мері Тайлер Мур
- Сєва Новгородцев
- Кем Ньютон[en]
- Конор Оберст[en]
- Аманда Палмер
- Фіанн Пол[en]
- Григорій Юхимович Распутін
- Еліс Робертс[en]
- Льювія Рохо[es]
- Олеся Юріївна Рулін[en]
- Бритні Сарпі[en]
- Аманда Сейфрід
- Енді Серкіс
- Софія Грецька та Ганноверська
- Гел Спаркс
- Говард Стерн
- Бен Стіллер
- Сонні Стрейт[en]
- Серж Танкян
- Джон Фітч[en]
- Бенджамін Франклін
- Мартін Фріман
- Роберт Фріпп
- Лі Хйорі[en]
- Алехандро Ходоровський
- Фелікс Чельберґ (PewDiePie)
- Трейсі Чепмен
- Парвеш Чіна[en]
- Том Шарплінґ[en]
- ASAP Rocky
- Børns
- Common
- Chuck D
- Lil Uzi Vert
- Waka Flocka Flame